# Пашкова, Галина Алексеевна
Галина Алексеевна Пашко́ва (1916 — 2002) — советская и российская актриса театра и кино. Народная артистка РСФСР (1971). Лауреат Сталинской премии второй степени (1952).
Старшая сестра актрисы Ларисы Пашковой (1921 — 1987).

## Биография
Г. А. Пашкова родилась 18 (31) декабря 1916 года в Москве. Окончила Театральное училище имени Б. В. Щукина (1935).
С 1934 — артистка Московского академического театра имени Евгения Вахтангова.
Галина Алексеевна Пашкова скончалась 2 августа 2002 года. Похоронена в Москве на Ново-Кунцевском кладбище.

## Творчество

### Роли на сценеТеатра Вахтангова
- 1935 — Женя — «Далёкое», по пьесе А.Афиногенова, реж. Иосиф Толчанов
- 1938 — Фроська — «Я — сын трудового народа», по пьесе В. Катаева, реж. Рубен Симонов
- 1939 — Марья Антоновна — «Ревизор» Н. В. Гоголя, реж. Борис Захава
- 1939 — Элиза — «Соломенная шляпка», по пьесе Э. Лабиша и Марк-Мишеля, реж. Андрей Тутышкин
- 1941 — Антония — «Дон Кихот» М. Булгакова, по мотивам романа М. Сервантеса, реж. Иосиф Рапопорт
- 1944 — Дениза де Флавиньи (Нитуш) — «Мадемуазель Нитуш», по оперетте Флоримона Эрве, реж. Рубен Симонов
- 1948 — Любовь Шевцова — «Молодая гвардия», по роману А.Фадеева, реж. Борис Захава
- 1948 — Анка — «Макар Дубрава», по пьесе А. Корнейчука, реж. Иосиф Рапопорт
- 1950 — Анночка — «Первые радости», по роману К.Федина, реж. Борис Захава
- 1951 — Шурка — «Егор Булычов и другие», по пьесе М.Горького, реж. Борис Захава
- 1952 — Си-Эр — «Седая девушка», по пьесе Хэ Цзинчжи и Дин Ни, реж. Сергей Герасимов, Самсон Самсонов, Татьяна Лиознова[3]
- 1954 — Нина Заречная — «Чайка», по пьесе А. П. Чехова, реж. Борис Захава
- 1956 — Джульетта — «Ромео и Джульетта», по пьесе У. Шекспира, реж. Иосиф Рапопорт
- 1963 — Турандот — «Принцесса Турандот», по фьябе Карло Гоцци, реж. Рубен Симонов
- 1964 — Патриция — «Миллионерша», по пьесе Дж. Б. Шоу, реж. Александра Ремизова
- 1968 — Лиза — «Дети солнца», по пьесе М. Горького, реж. Евгений Симонов
- 1979 — Холида — «Тринадцатый председатель», по пьесе А. Абдуллина, реж. Вячеслав Шалевич, Евгений Симонов, Олег Форостенко, Василий Чириков

### На других сценах
- Снегурочка — «Снегурочка», по пьесе А. Н. Островского, — Концертный зал имени П. И. Чайковского Московской филармонии
- «Песни и баллады Бертольда Брехта» — моноспектакль

### Записи на радио ифирме «Мелодия»
- Моноспектакль — «Песни и баллады Бертольда Брехта» — Фирма «Мелодия»- С60-04877/04878 (1974)
- Моноспектакль — Бертольд Брехт. О Земной Любви И Некоторых Других Загадках Мира — Фирма «Мелодия» — 33 С 60-08491-2 (1977)
- Моноспектакль — Бертольд Брехт. Песни и баллады. Обращение к юным — Фирма «Мелодия» — С60-12607-8 (1979)
- Музыкальный спектакль — Долли Галахер Леви — «Хелло, Долли!» — Фирма «Мелодия» — С40—16601-6 — (1981)
- Моноспектакль — «Нежность», [www.lib.ru/INPROZ/BARBUS/nezhnost.txt по рассказу] Анри Барбюса — Фирма «Мелодия» С40 24041 006 (1986)

### Фильмография
- 1934 — Частная жизнь Петра Виноградова — Валя, студентка московской консерватории
- 1936 — Случайная встреча — Иринка
- 1938 — Борьба продолжается
- 1953 — Егор Булычов и другие — Александра (Шура), побочная дочь
- 1982 — Мистерия Буфф — Жена австралийца

## Награды и премии
- орден «Знак Почёта» (1946)[4]
- заслуженный артист РСФСР (1947)
- Сталинская премия второй степени (1952) — за исполнение роли Шурки в спектакле «Егор Булычов и другие» М. Горького
- народный артист РСФСР (1971)

## Факты
- Театровед и радиожурналист Татьяна Александрова общалась с актрисой с конца 60-х годов:

«…Самая знаменитая Мадемуазель Нитуш, от которой в конце 40-х годов сходила с ума вся театральная Москва. (…)
Когда я вошла в квартиру Г. Пашковой в доме на улице Вахтангова, и очутилась в гостиной, — то первое, что мне бросилось в глаза, - это прелестный эскиз с изображением Галины Алексеевны в спектакле „Мадемуазель Нитуш“…
Я подошла к нему поближе и прочла надпись:
„В главной роли знаменитая синтетическая артистка, лауреатка ближайшего будущего Галина Пашкова в костюмах, созданных усилиями всего руководства и всей женской части труппы театра, нарисованных Николаем Акимовым“.
(…) На этой же стене я не могла не обратить внимания на большой фотопортрет Бертольда Брехта. О работе над Брехтом актриса мечтала уже давно. Это её идеей в своё время воспользовался Юрий Любимов, поставив со своим курсом „Доброго человека из Сезуана“, который и положил начало Театру на Таганке. А ведь Пашкова так хотела сыграть эту пьесу на вахтанговской сцене!
К тому моменту, когда я впервые переступила порог её дома, я уже побывала в ЦДРИ на её моноспектакле „Песни и баллады Бертольда Брехта“. Актриса выходила на сцену в элегантном брючном костюме из чёрного бархата, который оттенял её светлые волосы, и зал уже не мог оторваться от неё самой, от её теперь низкого голоса, от того, о чём она пела и говорила. От смены ритмов, красок, настроений кружилась голова. Голос её был то сухим и жестким, то становился нежным и волнующим, то детски обиженным, как у ребёнка — эта незабываемая её фраза „Ну, почему ты куришь, Джонни?“ в балладе „Джонни из Сурабаи“.
И вот мы стали записывать на радио её композицию с тем же названием, что и её концертная программа. Не скажу, что Брехт — это мой автор, но я старалась проникнуться мыслями и чувствами Пашковой, её отношением к Брехту, старалась разгадать, почему он так близок ей. Годы общения с Галиной Алексеевной помогли мне понять, что, видимо, эти точки соприкосновения с ним были в её исключительной натуре, в её решительном характере, в её прямоте и бескомпромиссности, и потому она яростно открывала для себя все новые и новые страницы его творчества. И не однажды мы возвращались с ней к Брехту на радио.
Потом была ещё одна яркая страница в нашей совместной с ней и Анатолием Липовецким работе — спектакль „Хелло, Долли!“, сначала на радио, а затем на фирме грамзаписи „Мелодия“. Собралась замечательная группа вахтанговцев: Шалевич, Синельникова, Райкина, Зозулин, Алабина, Коваль. Работали очень увлеченно и дружно. В первом варианте актёры играли текст, а музыкальные номера, как это было и с другими мюзиклами, звучали в исполнении американских артистов. На „Мелодии“ же актёры записывали и музыкальную часть на русском языке. Аранжировки делал Владлен Махлянкин, в этой работе принимал участие оркестр „Мелодия“ под управлением Георгия Гараняна, который делал с Галиной Пашковой и все другие работы, вышедшие на пластинках.
В этот период мы с Анатолием Давыдовичем часто бывали у неё дома. Познакомились с её мужем Константином Борисовичем, который очень бережно относился к ней. Вспоминаю в их квартире огромную ёлку, которая всегда стояла до конца января, а то и дольше, и убирали её обычно тогда, когда она зацветала. Вспоминаю наши разговоры за большим столом „сороконожка“, на котором во время праздников всегда был вкусный пирог и как-то по-особому приготовленная Галиной Алексеевной утка. И, конечно, не обходилось без нескольких стопок водки. Иногда встречались за столом и с В.Махлянкиным, который всегда делал для неё аранжировки. Их дружба продолжалась до тех пор, пока не произошел неприятный инцидент. Когда в Театре Вахтангова собирались ставить Брехта (без Пашковой?), а его пригласили принять участие в этой работе как аранжировщика, Махлянкин отдал театру её „нулевую“ фонограмму. Этого Галина Алексеевна простить ему не смогла.
У Галины Пашковой было много творческих планов на будущее, и, конечно, она мечтала сыграть Долли Галахер в своём родном театре. Тогда ещё это было возможно, и думаю, что мюзикл „Хелло, Долли!“ с её участием мог бы стать таким же явлением, как когда-то „Мадемуазель Нитуш“. Но, увы! Театру было уже не до неё. Последняя её роль на вахтанговской сцене была в спектакле „Тринадцатый председатель“. К сожалению, эта её работа не была запечатлена в том спектакле, который снимало телевидение, из-за принципиальных расхождений её с режиссёром, а на компромиссы она никогда не шла. Это был большой эпизод, который даже и не назовешь эпизодом, потому что фактически в одной сцене, как её играла Галина Пашкова, виделась вся биография этой женщины непростой судьбы, и в то же время была такая отделка и филигранность игры, которая была свойственна и другим её работам. И виделось ещё столько несыгранных ею ролей. Вот пример ещё одной трагической судьбы актрисы, полной ещё духа и созидания, но невостребованной театром. А ведь мог бы и состояться её творческий альянс с известным питерским режиссёром Александром Белинским, когда по инициативе Пашковой намечалась очень интересная работа — центральная роль в пьесе Альдо Николаи „Бабочки, бабочки“. Переговоры с Михаилом Александровичем Ульяновым, художественным руководителем Театра им. Вахтангова, были положительными. И вдруг выясняется, что экземпляр пьесы утерян, а Белинский оказывается неожиданно занятым другим спектаклем. Ещё несколько нервных разговоров с Ульяновым по телефону, и эта работа отпадает как бы сама собой. А тут ещё буквально следующие одна за другой смерти её самых близких людей, сначала сестры Ларисы Пашковой, очень яркой вахтанговской актрисы, потом дочери Тани и, наконец, старшей их сестры, от которой у Галины Алексеевны осталась только кошка. Кстати, кошки всегда были в доме Галины Алексеевны, и эту рыжую, пушистую, которая могла расхаживать и по столу, она тоже очень любила.
И ещё хочется вспомнить одну нашу общую с ней работу. Несколько лет до этого Пашкова записала на „Мелодии“ рассказ Анри Барбюса [www.lib.ru/INPROZ/BARBUS/nezhnost.txt „Нежность“]. Письма героини этого рассказа, которые приходят к её возлюбленному после их расставания, когда её уже нет в живых, перемежались песнями В. Махлянкина на стихи известного поэта и переводчика Александра Голембы. Ей очень хотелось, чтобы мы повторили это на радио, но мне казалось, что лучше сделать другой, свой вариант без пения, а с французскими мелодиями в оркестровом исполнении. И мы это осуществили, подобрав замечательную музыку, которая в соединении с текстом трогала до слез. Но в этом не было ни тени сентиментальности, в чём, конечно, заслуга самой актрисы. Я бы назвала эту её работу маленьким шедевром, и здесь нет никакого преувеличения. Мы получали самые благодарные слова от слушателей (среди них были и мои коллеги). Неоднократно „Нежность“ с Пашковой давалась в эфир, потом и пластиночный вариант, и каждый раз этот её моноспектакль был украшением вечернего времени в эфире.
Больше у нас не было с ней новых больших работ, но пару раз Галина Алексеевна приезжала по моей просьбе на радио, чтобы рассказать о своей работе над Брехтом. Как-то она дала мне довольно большое и интересное интервью о начале своего творческого пути в театре. (…)
В последний раз мы увиделись с Галиной Алексеевной 7 января 2002 года. Рождество… сидим за столом, говорим о каких-то мелочах, вокруг нас суетится Костя, опять огромная ёлка, только она уже не та прежняя Галя. Почти не говорим о Театре Вахтангова, в который она уже давно не ходит. (…)
О её кончине 2 августа узнаю в Париже… На сороковой день, когда я уже вернулась в Москву, мы поехали вместе с Костей и его друзьями на Кунцевское кладбище прибрать её могилу. Приехали и вахтанговцы, человек шесть-семь — Казанская, Граве, Фёдоров, Коновалова, Шашкова и кто-то ещё. А потом все сидели в её доме за тем же столом и поминали её. Была здесь и вахтанговская актриса Наташа Молева, которая очень поддерживала Галину Алексеевну в последние годы. У каждого из собравшихся было что-то своё, связующее с ней. А со стены на нас по-прежнему смотрели проницательные глаза Бертольда Брехта и тот же эскиз с её неповторимой Мадемуазель Нитуш».
- Нина Велехова:

«Играла Галина Пашкова и Снегурочку в пьесе А. Н. Островского в Концертном зале имени Чайковского и очень любила эту роль. Актриса Елизавета Георгиевна Алексеева, игравшая Весну-Красну, часто вспоминала, как Пашкова — Снегурочка, просила у неё, Матери-Весны: „О мама, дай любви! Любви прошу…“»